# Merops boehmi
El abejaruco de Boehm (Merops boehmi) es una especie de ave de la familia Meropidae que se encuentra en la República Democrática del Congo, Malaui, Mozambique, Tanzania y Zambia.

## Hábitat
Vive en campos arbolados o con arbustos, preferentemente cerca de ríos o arroyos, entre los 200 y 1.400 m de altitud.

## Descripción
Mide entre 21 y 23 cm de longitud. Presenta píleo y nuca de color castaño rojizo; una línea negra desde la base del pico sobre los ojos hasta los oídos, y debajo de ella otra línea blancuzca; mentón y garganta anaranjado rojizo que se hace amarillento en el pecho; alas, espalda y vientre verdes y cola con puntas negros y plumas centrales muy largas.